# John Swartzwelder

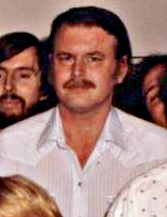
John Swartzwelder

John Joseph Swartzwelder, Jr. (* 8. Februar 1949 in Seattle, Washington) ist ein US-amerikanischer Comedydrehbuchautor. 
Seine Eltern sind Gloria Mae (Matthews) und John Joseph Swartzwelder. Er besuchte die High School in Renton. Zunächst arbeitete er für die Werbebranche, bis er zum Autor von Saturday Night Live wurde. Dort lernte er George Meyer kennen. Mit ihm machte er das Magazin Army Man. Sam Simon las dieses Magazin und engagierte Swartzwelder und Meyer, für die Serie Die Simpsons zu schreiben. Swartzwelder schuf 59 Folgen für die Zeichentrickserie und hat damit die mit Abstand meisten Folgen geschrieben. Nach dem Ende der 15. Staffel der Simpsons fing er an, Romane zu schreiben. Er lebt sehr zurückgezogen und wollte bisher keine Audiokommentare zu den Simpsons geben. Einige seiner Kollegen bezeichneten ihn als Fan von Preston Sturges und anderen altertümlichen Filmen. Seine politischen Ansichten gelten als libertär und ultrakonservativ. Unter anderem sprach er sich für die Rechte von Waffenbesitzern aus, auch bezeichnet er sich als Anti-Umwelt-Aktivist. 

## Werke (Auswahl)
- The Time Machine Did It (2004)
- Double Wonderful (2005)
- How I Conquered Your Planet (2006)
- The Exploding Detective (2007)
- Dead Men Scare Me Stupid (2008)
- Earth vs. Everybody (2009)
- The Last Detective Alive (2010)
- The Fifty Foot Detective (2011)
- The Million Dollar Policeman (2012)
- Detective Made Easy (2013)
- The Animal Report (2014)